# Rimbach-près-Guebwiller
Rimbach-près-Guebwiller (deutsch Rimbach bei Gebweiler) ist eine französische Gemeinde mit 211 Einwohnern (Stand 1. Januar 2022) am östlichen Rande der Südvogesen im Département Haut-Rhin in der Region Grand Est (bis 2015 Elsass). Sie gehört zum Arrondissement Thann-Guebwiller, zum Kanton Guebwiller und zum Gemeindeverband Région de Guebwiller.
Das Gemeindegebiet gehört zum Regionalen Naturpark Ballons des Vosges.

## Geschichte

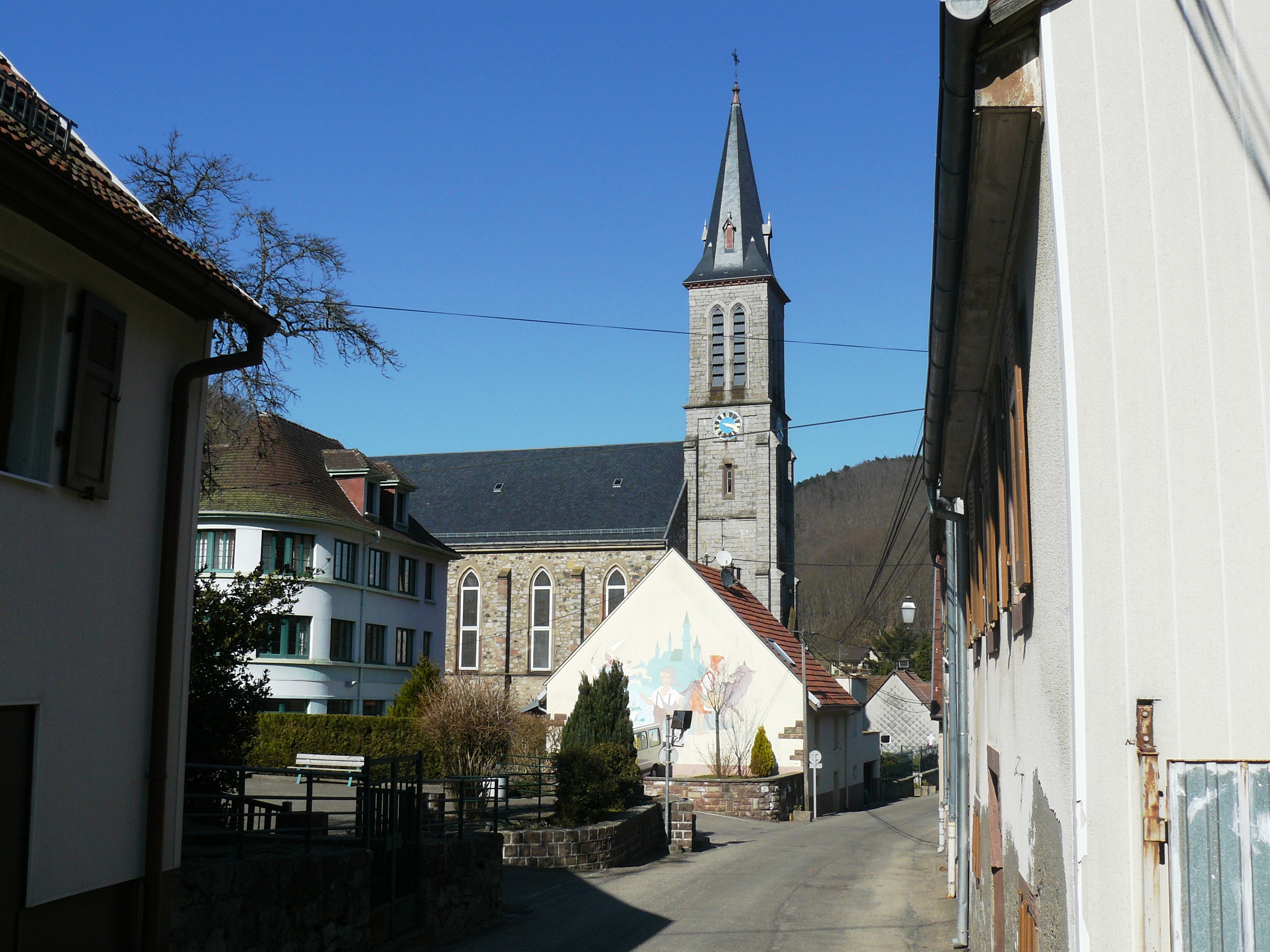
Epiphaniaskirche Rimbach

Von 1871 bis zum Ende des Ersten Weltkrieges gehörte Rimbach als Teil des Reichslandes Elsaß-Lothringen zum Deutschen Reich und war dem Kreis Gebweiler im Bezirk Oberelsaß zugeordnet.

## Bevölkerungsentwicklung
| Jahr      | 1910 | 1962 | 1968 | 1975 | 1982 | 1990 | 1999 | 2006 | 2017 |
| Einwohner | 267  | 161  | 164  | 235  | 188  | 223  | 244  | 243  | 187  |

## Nachweise
1. 1 2  Gemeindeverzeichnis Deutschland 1900 – Kreis Gebweiler